# 铺地秋海棠
铺地秋海棠（学名：Begonia prostrata）为秋海棠科秋海棠属的植物，是中国的特有植物。分布于中国大陆的云南等地，生长于海拔1,100米至1,500米的地区，常生于峡谷岩石缝隙中、山地潮湿灌丛中及潮湿热带雨林深谷中，目前已由人工引种栽培。

## 别名
匍匐秋海棠（中国高等植物图鉴补编）